# Bartini
Bartini（バルティーニ）は、アメリカ合衆国の空飛ぶクルマを開発するスタートアップ企業。

## 機体
2018年3月から開発が進められている。機体の設計にはモスクワ鉄鋼合金製造大学が協力し、最終的には時速150km/hで30分間飛行できる4人乗りのeVTOL機の完成を目指している。
価格は1100万円から1300万円を予定している
2021年10月には日本のエアモビリティ社と販売代理店契約を結んだ。

## 参考資料
- “米国の「空飛ぶクルマ（eVTOL） 」メーカーBartini（バルティーニ）社と独占販売契約に基本合意” (Press release). エアモビリティ. 20 October 2021. 2024年2月17日閲覧.